# Mariene provincie Zuidoost-Polynesië
De Mariene provincie Zuidoost-Polynesië (40) (Engels: Southeast Polynesia marine province) is een biogeografische provincie en ligt in het centrale deel van de Grote Oceaan in het Marien rijk Oostelijke Indo-Pacific. De mariene provincie is vastgesteld door het World Wide Fund for Nature en The Nature Conservancy en is vernoemd naar Polynesië.
In het noordwesten grenst het gebied aan de mariene provincie Centraal-Polynesië (39) en in het westen aan de mariene provincie Tropische Zuidwestelijke Stille Oceaan (35).

## Geografie
De mariene provincie ligt rond de Tuamotuarchipel, de Zuidelijke Line-eilanden, de Gambiereilanden, de Pitcairneilanden, de zuidelijke Cookeilanden, de westelijke Australeilanden en de Genootschapseilanden.

## Biogeografie
Het gebied kent zeeleven dat houdt van tropische temperaturen.

## Mariene ecoregio's
Deze mariene provincie bestaat uit 4 mariene ecoregio's:
- Mariene ecoregio Tuamotu (158)
- Mariene ecoregio Rapa-Pitcairn (159)
- Mariene ecoregio Zuidelijke Cookeilanden/Australeilanden (160)
- Mariene ecoregio Genootschapseilanden (161)